# Sauropelta
Sauropelta (Sauropelta edwardsorum, do latim "lagarto blindado") foi uma espécie de dinossauro herbívoro e quadrúpede que viveu durante a primeira metade do período Cretáceo. Media em torno de 7,5 metros de comprimento, 2,4 metros de altura e pesava cerca de 2,5 toneladas.

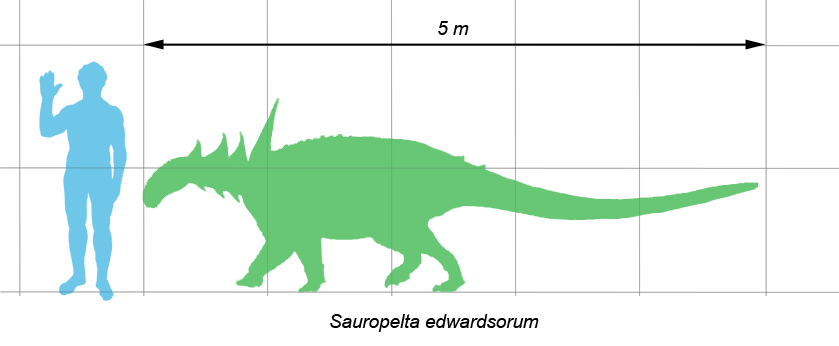
O tamanho do Sauropelta edwardsorum comparado com o do humano

O Sauropelta viveu na América do Norte e seus fósseis foram encontrados nos Estados Unidos. Acredita-se que esse seja um dos mais antigos nodossaurídeos da América do Norte.
O Sauropelta era um animal lento, corpulento e inofensivo, entretanto possuía uma couraça apta a defende-lo dos grandes predadores,  mas era atacado por predadores menores e ágeis de sua época, como o deinonico e o microvenator.